# Хонхошев, Пётр Яковлевич
Пётр Яковлевич Хонхошев (1904 — ?) — советский юрист, член тройки НКВД и прокурор Калмыцкой АССР.

## Биография
Вместе с отцом до революции работал по найму. В 1917 году окончил сельскую школу, а в 1925 советско-партийную школу 1-й ступени. Работал учителем ликбеза в селе Воскресеновское. С 1925 до 1936 обучался в советско-партийной школе 2-й ступени, после чего вместе с родителями переехал в Калмыкию, где с 1927 до 1930 находился на комсомольской и партийной работе, в сентябре 1928 числился председателем Калмыцкого областного комитета Союза советских торговых служащих. 20 мая 1930 утверждён заведующим отделом агитации и массовых кампаний Калмыцкого областного комитета ВКП(б), однако уже 28 мая утверждается заместителем заведующего. С ноября 1930 по октябрь 1935 работал прокурором Калмыцкой автономной области. Являлся народным комиссаром юстиции и прокурором Калмыцкой АССР со 2 ноября 1935 по конец 1941. Также состоял членом областной тройки при Управлении НКВД для внесудебного рассмотрения дел в особом порядке с 16 июля 1937.